# 謝江
謝江（1509年—？），字仲川，號岷山、岷陽山人，河南河南衛人，官籍，明朝政治人物。

## 生平
嘉靖十年（1531年）辛卯科河南鄉試第七十二名舉人，二十六年（1547年）中式丁未科會試第二百二十六名，三甲第十三名進士。兵部觀政，授行人司行人，三十二年（1553年）四月選授工科給事中，三十四年（1555年）七月升戶科右給事中，三十五年（1556年）四月升戶科左給事中，五月升禮科都給事中，三十六年（1557年）九月因趙文華事牽連，廷杖削籍。

## 家族
曾祖謝慶；祖父謝旺，壽官；父謝鑑。前母王氏；母李氏。慈侍下。兄謝浚，弟謝淮。